# I Want You to Want Me
Singles de Cheap Trick
Oh, Candy
(1977) Southern Girls
(1977)
I Want You to Want Me est une chanson du groupe de rock américain Cheap Trick extraite de leur deuxième album studio, sorti en septembre 1977 sous le label Epic Records et intitulé In Color.
La chanson est également sortie en single (aussi en septembre 1977, c'était le premier single de cet album), mais n'est pas entrée dans les charts américains.

## Composition
La chanson a été écrite par Rick Nielsen. L'enregistrement original de Cheap Trick de 1977 a été produit par Tom Werman.

## Version en concert
Singles de Cheap Trick
California Man
(1978) Ain't That a Shame
(1979)
Une version en concert de cette chanson est parue sur l'album live Cheap Trick at Budokan, sorti en octobre 1978 au Japon et en février 1979 aux États-Unis.
Cette fois aussi la chanson est sortie en single. La nouvelle version a débuté à la 78e place du Hot 100 du magazine musical américain Billboard (dans la semaine du 28 avril 1979) et a atteint la 7e place dans la semaine de 21 juillet, passant en tout 19 semaines dans le chart.

## Adaptations et reprises
Singles de Cheap Trick
California Man
(1978) Ain't That a Shame
(1979)
Peu après sa sortie, la chanson a fait l'objet d'une adaptation en français, J'attends toutes les nuits, par Fabrice Cuitad et enregistrée pour Barclay par Niko Flynn en 1978. 
Mylène Farmer a repris la chanson originale, mais traitée sous forme de ballade, dans son dixième album, Interstellaires (2015).